# Птолемей Керавън
Птолемей Керавън или Филаделф (на старогръцки: Πτολεμαίος Κεραυνός, тоест Мълния) e цар на Македония и Тракия от 281 до 279 г. пр. Хр. Той е най-възрастният син на египетския цар Птолемей I и на Евридика I, дъщеря на Антипатър.
В началото той е наследник на трона. През 285 г. пр. Хр. полубрат му Птолемей II получава престола, като прережда големите синове на Птолемей I от първия му брак с Евридика I и през 282 г. пр. Хр. поема властта. Тогава Птолемей Керавън напуска Египет с майка си Евридика и намира убежище при Лизимах и Селевк I. През 281 г. пр. Хр. Лизимах пада убит в битка и Птолемей Керавън става на неговото място цар на Македония и Тракия. Той се жени за вдовицата на Лизимах и негова полусестра Арсиноя II (Arsinoë II), най-възрастната дъщеря на мащехата му Береника I.
Птолемей Керавън се бие по време на нашествието на келтите с навлезлите келти в Македония, Илирия и Гърция. Предлага на командира Болгий откуп, за да се оттегли, но Болгий, подкрепян от траките, отказва. В състоялата се битка след това той успява да плени младия македонски цар и го обезглавява през 279 г. пр. Хр.
На трона го наследява брат му Мелеагър и е сменен след два месеца.